# Syv dødssynder
De syv dødssynder er i den katolske kirke en betegnelse for nogle særligt alvorlige synder eller laster. De syv dødssynder er hovmod, grådighed, utugt, misundelse, fråseri, vrede og dovenskab.

## Definition
En dødssynd beskrives som bortvendthed fra Gud i form af en bevidst overtrædelse af hans lov. I traditionel katolsk teologi skelnes der mellem dødssynd og tilgivelig synd. I dag tales der snarere om alvorlig synd og svaghedssynd.
Dødssynden er udtryk for et menneskes principielle oprør mod Gud. Når et troende menneske begår en dødssynd, rives det ud af nåden. Dødssynden ødelægger kærligheden i menneskets hjerte. Hvis den ikke skriftes, angres og tilgives, fører den til "den evige død i helvede". Den tilgivelige synd lader kærligheden bestå, men krænker og sårer den.

## Historie
De kristne kirkefædre videreførte med læren om de syv dødssynder vigtige dele af den græske filosofis syn på menneskesjælen, hvor følelser blev anset for at være potentielt farlige primitive fænomener, der skal holdes under rationel og social kontrol. Derved kom det kristne menneskesyn til at rumme vigtige spor af Platons idélære og stoicismens holdning til følelser.
Læren om de syv dødssynder blev i tidlig kristen undervisning brugt til at lære kristne om menneskets tendens til at synde eller gøre andre ondt. Oprindelig blev dødssynderne omtalt som "hovedsynder" eller "hovedlaster" (lat. "vitia capitalia"), blandt andet hos Thomas Aquinas. Disse hovedsynder blev betragtet som kilder til alle mulige andre overtrædelser af moralbudene. I Bibelen tales der ikke om "dødssynder", men flere steder findes de såkaldte lastekataloger - således i 1. Korintherbrev, 6,9-10:
"Hverken utugtige eller afgudsdyrkere eller ægteskabsbrydere eller mænd, der ligger i med mænd, eller tyve eller griske mennesker, ingen drukkenbolte, ingen spottere, ingen røvere skal arve Guds rige."
Pave Gregor 1. skrev en tidlig liste over dødssynder, senere modificeret af Thomas Aquinas, hvorfra de ofte er samlet i akronymet SALIGIA:
1. Superbia (hovmod)
2. Avaritia (grådighed)
3. Luxuria (Utugt)
4. Invidia (misundelse)
5. Gula (fråseri)
6. Ira (vrede)
7. Acedia (dovenskab)

Hver af de syv dødssynder har en modsvarende dyd, deraf betegnelsen de syv dyder, som stammer fra den kristne spanske digter Aurelius Clemens Prudentius (348 - ca. 410): Ydmyghed, gavmildhed, kyskhed, velvilje, selvkontrol, tålmodighed, flid.
Identifikationen af og definitionen af de syv dødssynder har ændret sig gennem tiden. Det hænger sammen med, at synderne ikke er beskrevet i en sammenhængende form i Bibelen. Derfor må definitioner ofte findes i forskellige værker af teologer og digtere. Fra begyndelsen af det 14. århundrede blev de syv dødssynder et populært tema blandt kunstnere i Europa, hvilket gjorde dødssynderne til en fast bestanddel af den kristne kultur og den kristne bevidsthed generelt overalt i verden.
Anden del af Dantes Den guddommelige komedie, nemlig Skærsilden, har siden renæssancen været en af de mest benyttede kilder til læren om dødssynderne. Senere fortolkninger af dødssynderne – især hos pinsemissionske og konservative protestantiske bevægelser - har i stedet antydet, at konsekvensen af at begå en dødssynd er evig straf i helvede, frem for en mulig renselse i skærsilden.
Protestantiske teologer afviste tidligt, at der skulle være nogen forskel mellem tilgivelige synder og dødssynder. Ifølge deres opfattelse er al synd udtryk for oprør mod Gud.

## Dæmonteologi
I 1589 knyttede Peter Binsfeld en dæmon til hver af de syv dødssynder, som fristede folk gennem den tilhørende synd:
1. Hovmod: Lucifer
2. Grådighed: Mammon
3. Utugt: Asmodai
4. Misundelse: Leviathan
5. Fråseri: Beelzebub
6. Vrede: Satan
7. Dovenskab: Belfegor

## Reference
1. 1 2  Filosof: Indre dæmoner er almenmenneskelige | Kristeligt Dagblad
2. 1 2  Den katolske kirkes katekismus, 1855.
3. ↑  Den katolske kirkes katekismus, 1861 og 1874.
4. ↑  Aslak Hjeltnes, UiB: Fornuft og følelser i psykoterapiens historie. Tidsskrift for Norsk psykologforening, 2013.
5. ↑  Thomas Aquinas: Summa Theologica I-II, spørgsmål 84, 4. artikel. December 2015
6. ↑  Den Store Danske Encyklopædi, bind 5: Dødssynd, oprindeligt hovedsynd – Vitia capitalia. Gyldendalske Boghandel 1996. ISBN 87-7789-009-4.
7. ↑   Arkiveret 2. december 2019 hos  Wayback Machine  (Webside ikke længere tilgængelig)
8. ↑  de syv dødssynder | lex.dk – Symbolleksikon